# Juan Ferreras

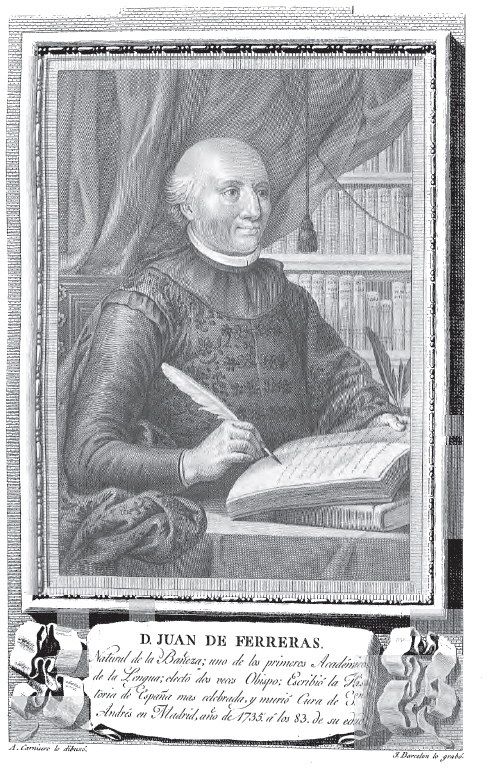
Juan Ferreras.

Juan (de) Ferreras y García, född 1 juni 1652  i La Bañeza, provinsen León, död 8 juni 1735 i Madrid, var en spansk historiker. 
Ferreras var romersk-katolsk präst i Madrid och blev bibliotekarie hos Filip V. Han utgav Historia de España (16 band, 1700–1727; ny upplaga om 17 band, 1775–1791; översatt till franska och tyska), som behandlar Spaniens historia till 1500-talet.